# Sebastian Sobieski (zm. 1557)
Sebastian Sobieski (ur. ok. 1486, zm. 1557) – polski szlachcic, najmłodszy syn Stanisława Sobieskiego i Małgorzaty Krzynieckiej.

## Życiorys
W 1516 poślubił Barbarę Giełczewską i przeniósł się z rodzinnego Sobieszyna w dolinę rzeki Giełczwi. Z małżeństwa Sebastiana i Barbary pochodziło czworo dzieci:
- Mikołaj – zmarły bezpotomnie,
- Stanisław – protoplasta szlacheckiej linii Sobieskich,
- Jan – protoplasta królewskiej linii Sobieskich,
- Anna – żona Jana Gozdeckiego.

Sebastian Sobieski jest uznawany za protoplastę rodu Sobieskich herbu Janina, z której pochodził m.in. król Polski, Jan III Sobieski.